# 阿尔弗雷德·普罗克施
阿尔弗雷德·普罗克施（Alfred Proksch，1891年3月8日—1981年1月3日）是一名奥地利纳粹党官员，曾短暂担任过奥地利纳粹党党魁。
德奥合并后，由于阿尔弗雷德·普罗克施是希特勒的忠实追随者，普罗克施的地位也提高了。他于1938年6月加入納粹冲锋队，被授予親衛隊集團領袖，1943年4月20日，他又被晋升为親衛隊上級集團領袖。1943至1945年间，他曾担任维也纳劳工局局长。1945年5月，普罗克施被逮捕，后接受维也纳人民法庭审判，被判处四年重劳役。获释后，他成為一名工人並一直工作至1956年。